# Attheyella lanata
Attheyella lanata är en kräftdjursart som först beskrevs av Mrázek 1901.  Attheyella lanata ingår i släktet Attheyella och familjen Canthocamptidae. Inga underarter finns listade i Catalogue of Life.